# Дербин (Костромская область)
Дербин — деревня в Кологривском муниципальном округе Костромской области.

## География
Находится в северной части Костромской области на расстоянии приблизительно 15 км на север-северо-запад по прямой от города Кологрив, административного центра округа.

## История
Починок Дербин можно увидеть на карте 1816 года. В 1872 году здесь (уже деревня) было учтено 5 дворов, в 1907 году — 17. До 2021 года деревня входила в состав Ужугского сельского поселения до его упразднения.

## Население
Постоянное население составляло 21 человека (1872 год), 71(1897), 82 (1907), 6 в 2002 году (русские 100 %), 6 в 2022.